# Epidesma moloneyi
Epidesma moloneyi är en fjärilsart som beskrevs av Druce 1897. Epidesma moloneyi ingår i släktet Epidesma och familjen björnspinnare. Inga underarter finns listade i Catalogue of Life.